# Graphium aurivilliusi
Graphium aurivilliusi là một loài bướm ngày in the Papilionidae family. It is đặc hữu to the Cộng hòa Dân chủ Congo.

## Hình ảnh

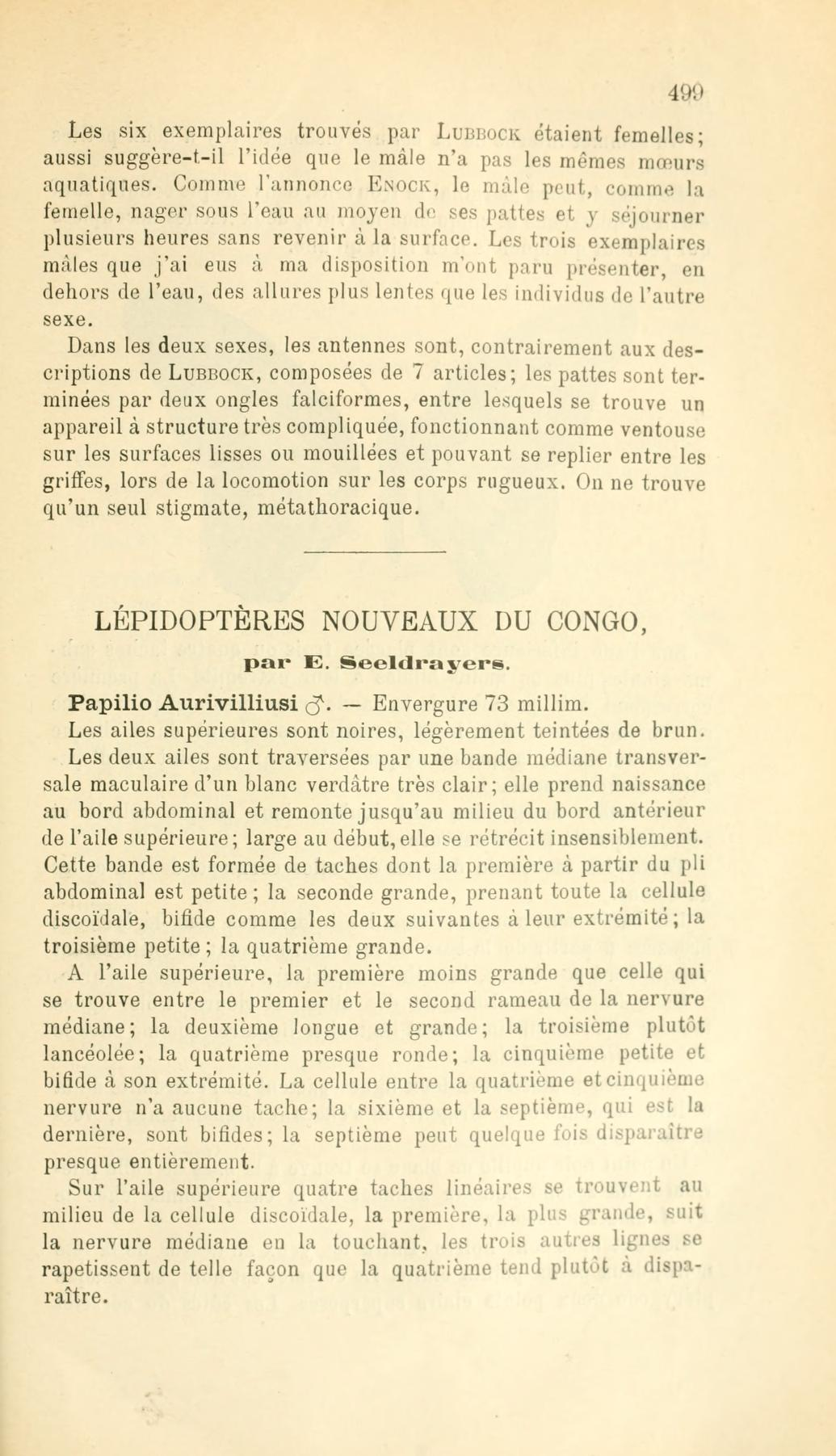
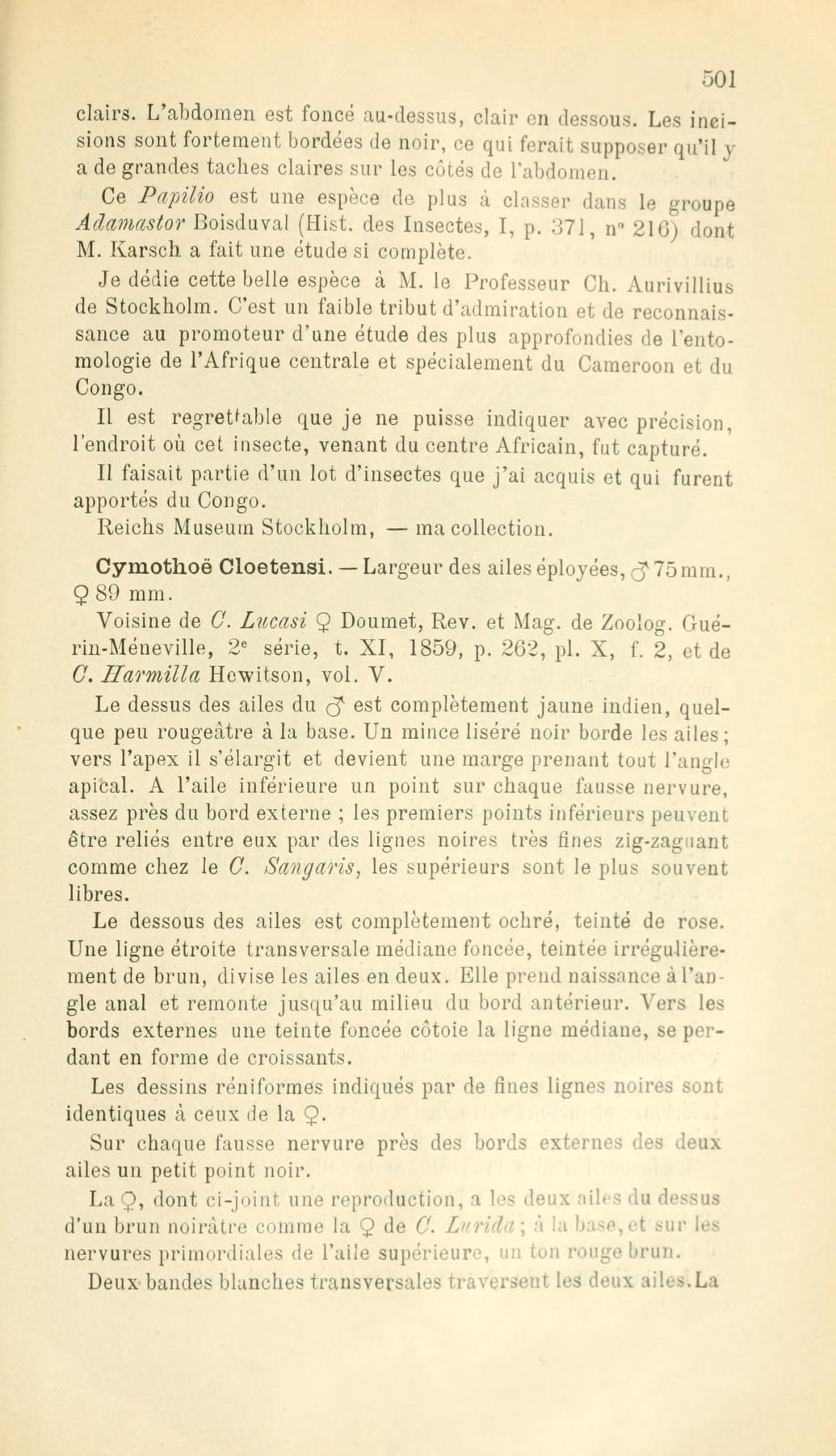